# New Year
New Year è un singolo del gruppo musicale pop britannico Sugababes, pubblicato il 18 dicembre 2000 dall'etichetta discografica London.
La canzone è stata scritta da Matt Rowe, Felix Howard, Jonathan Lipsey e Cameron McVey e prodotta da McVey insieme a Paul Simm e Jony Rockstar. Il singolo, secondo estratto dall'album di debutto del gruppo, One Touch, conteneva anche le b-side Sugababes on the Run e Forever.

## Tracce e formati
CD-Maxi (London loncd455 / EAN 0685738627929)
1. New Year - 3:50
2. Sugababes on the Run - 3:34 (Ron Tom, Don-e, Secon, Lucas)
3. Forever - 2:55 (Matt Rowe, Themis, Sugababes)

## Classifiche
| Classifica (2000) | Posizione raggiunta |
| ----------------- | ------------------- |
| Regno Unito       | 12                  |
| Irlanda           | 25                  |